# Thestius epopea
Thestius epopea is een vlinder uit de familie van de Lycaenidae. De wetenschappelijke naam van de soort werd als Thecla epopea in 1870 gepubliceerd door William Chapman Hewitson.

## Synoniemen
- Thecla confusa Lathy, 1936 non Jörgensen, 1934